# General der Kampftruppen
General der kampftruppenはドイツ連邦共和国ニーダーザクセン州ミュンスターにあるドイツ連邦軍の装甲戦闘部隊学校。
主にミュンスターにある装甲歩兵部隊の将校と下士官の教育を中心に活動しているとともに、ミュンスターのドイツ連邦陸軍の訓練の中心地でもある。

## 訓練
分隊長や指揮官、小隊長、射撃教官などになるための訓練に重点を置いている。中隊指揮官や大隊指揮官もここで戦闘技術や大型兵器を使う戦術訓練をする。
最近、最新兵器や技術の導入によりラインメタル社のレオパルト2a7主力戦車やプーマ歩兵戦闘車などの最新車両による機甲兵、歩兵の再訓練が予定されている。
戦車部隊射撃部門では戦車中隊との指導、訓練を実施している。これらは指揮官のリーダーシップと行動力の向上と強化を目標としている。
装甲シミュレーション部門は戦闘シミュレーターを使用した訓練をサポートしている。

## 指揮官：司令部
司令部：ザクセン州ライプツィヒ訓練司令部
訓練司令部指揮官：マイケル・ホシュヴァルト少将（在任2021年9月ー）
系統に属する組織：歩兵学校
- パイオニアスクール
- 特殊作戦訓練センター
- 陸軍技術学校
- エアモビリティトレーニング及び練習センター
- 陸軍戦闘シミュレーションセンター
- 陸軍戦闘訓練センター
- 陸軍士官学校
- 陸軍下士官学校
- 国連連邦訓練センター

装甲戦闘部隊学校校長：マイケル・サック大佐（在任2023年1月ー）